# Обажанкув-Стругі
Обажанкув-Стругі (пол. Obarzanków-Strugi) — село в Польщі, у гміні Мнішкув Опочинського повіту Лодзинського воєводства.
Населення — 53 особи (2011).

## Демографія
Демографічна структура станом на 31 березня 2011 року:
|          | Загалом | Допрацездатний вік | Працездатний вік | Постпрацездатний вік |
| -------- | ------- | ------------------ | ---------------- | -------------------- |
| Чоловіки | 28      | 2                  | 23               | 3                    |
| Жінки    | 25      | 3                  | 12               | 10                   |
| Разом    | 53      | 5                  | 35               | 13                   |